# Gabinet Herberta Hoovera
Gabinet Herberta Hoovera – powołany i zaprzysiężony w 1929, po wyborach w 1928.

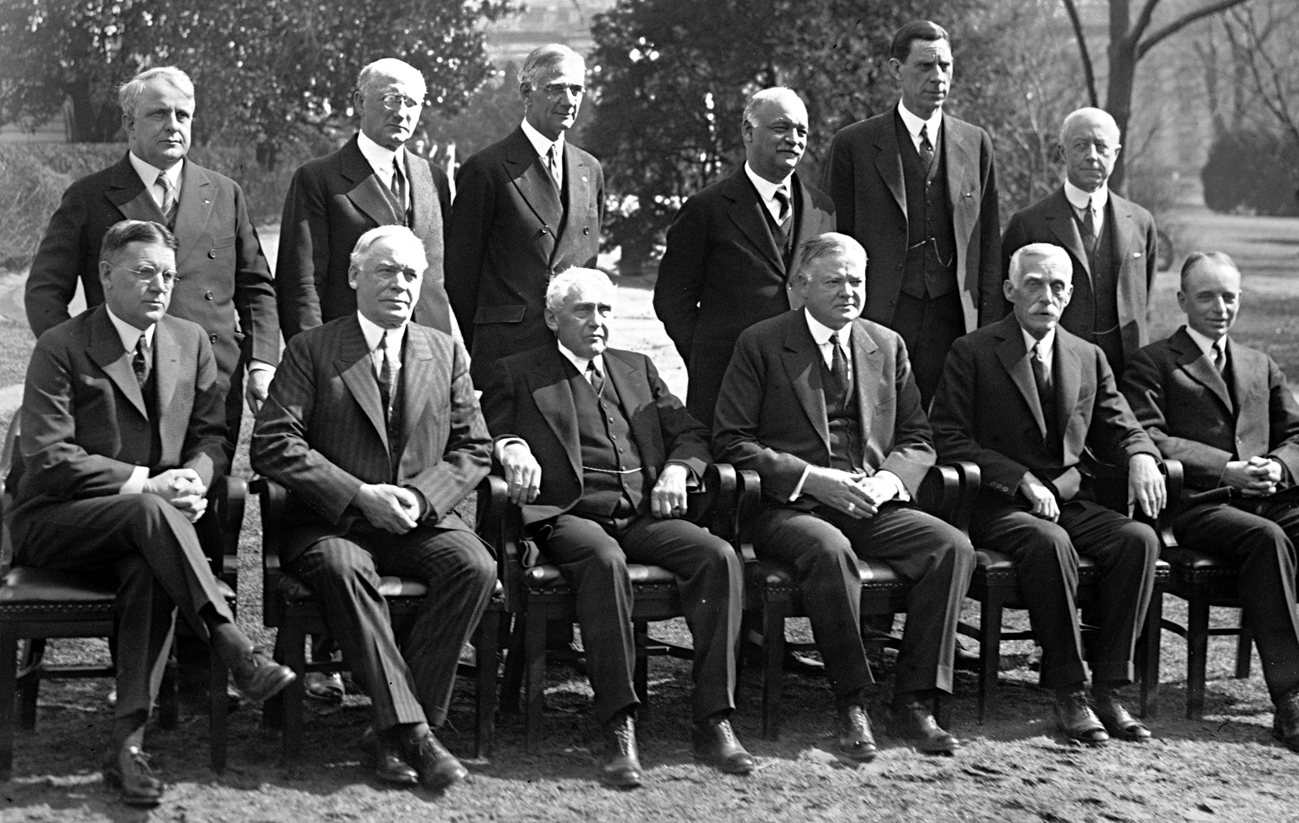

| Departament/Funkcja            | Imię i nazwisko                         | Kadencja                |
| ------------------------------ | --------------------------------------- | ----------------------- |
| Prezydent                      | Herbert Hoover                          | 1929 – 1933             |
| Wiceprezydent                  | Charles Curtis                          | 1929 – 1933             |
| Sekretarz stanu                | Frank Billings Kellogg Henry Stimson    | 1929 1929 – 1933        |
| Sekretarz skarbu               | Andrew Mellon Ogden L. Mills            | 1929 – 1932 1932 – 1933 |
| Sekretarz wojny                | James W. Good Patrick J. Hurley         | 1929 1929 – 1933        |
| Prokurator generalny           | William D. Mitchell                     | 1929 – 1933             |
| Dyrektor Generalny Poczty      | Walter Folger Brown                     | 1929 – 1933             |
| Sekretarz marynarki            | Charles Francis Adams III               | 1929 – 1933             |
| Sekretarz zasobów wewnętrznych | Ray Lyman Wilbur                        | 1929 – 1933             |
| Sekretarz rolnictwa            | Arthur M. Hyde                          | 1929 – 1933             |
| Sekretarz handlu               | Robert P. Lamont Roy Dikeman Chapin Sr. | 1929 – 1932 1932 – 1933 |
| Sekretarz pracy                | James John Davis William Nuckles Doak   | 1929 – 1930 1930 – 1933 |